# Iron Maze

Iron Maze é um filme norte-americano/japonês de 1991, realizado por Hiroaki Yoshida e protagonizado por Hiroaki Murakami, Jeff Fahey, J.T. Walsh, Bridget Fonda e Gabriel Damon.

## Sinopse
Numa cidade industrial nos arredores de Pittsburgh, uma fábrica desativada é adquirido por um grupo empresarial japonês para lá construir um parque de diversões. No entanto, Sugita (Hiroaki Murakami) um executivo da empresa, é encontrado violetamente agredido na fábrica.
Investigando a agressão, o chefe da polícia, Jack Ruhle (J. T. Walsh) vai interrogar várias pessoas, como Barry Minkowski (Jeff Fahey), ex-operário da fábrica e principal suspeito, Chris Sugita (Bridget Fonda), a esposa norte-americana de Sugita, e Mikey (Gabriel Damon), um jovem que passa bastante tempo na antiga fábrica e grande admirador de Minkowski
O filme consiste largamente em vários flashbacks, onde cada personagem apresenta a sua versão dos acontecimentos.

## Prémios
- 1991: Festival Internacional de Cinema de Tóquio - Tim Metcalfe (Melhor Argumento)